# 邑上守正
邑上 守正（むらかみ もりまさ、1957年（昭和32年）10月9日 - ）は、日本の政治家。元東京都武蔵野市長（3期）。

## 来歴
市内で生まれ育った。武蔵野市立大野田小学校、武蔵野市立第四中学校、東京都立立川高等学校、早稲田大学理工学部建築学科卒業。
大学卒業後は株式会社アーバンデザインコンサルタントで都市計画（特に景観の計画）に携わった。また都市環境デザイン会議（JUDI）の広報・出版委員長を務める。
一級建築士、技術士（建設部門）の資格を取得している。
2003年（平成15年）4月の武蔵野市長選挙に無所属で出馬したが次点で落選、当時現職の土屋正忠に5,000票以上の大差をつけられた。投票率は50.44%。
※当日有権者数：108,023人 最終投票率：50.44%（前回比：pts）
| 候補者名 | 年齢 | 所属党派 | 新旧別 | 得票数   | 得票率 | 推薦・支持             |
| -------- | ---- | -------- | ------ | -------- | ------ | ---------------------- |
| 土屋正忠 | 61   | 無所属   | 現     | 27,741票 | 52.09% | （推薦）自民党・公明党 |
| 邑上守正 | 45   | 無所属   | 新     | 22,068票 | 41.43% |                        |
| 新実信正 | 69   | 無所属   | 新     | 3,451票  | 6.48%  |                        |

2005年（平成17年）9月の土屋の衆議院選挙立候補による辞職に伴い、同年10月に実施された武蔵野市長選挙において、土屋市政を批判する武蔵野市民が立ち上げた「むさしの改革宣言2005」により擁立され、生活者ネットワーク・民主党・共産党・社民党・むさしのリニューアルの支持を受けて出馬。22,013票を獲得し、初当選を果たす。投票率は44.67%。
※当日有権者数：111,362人 最終投票率：44.67%（前回比：5.77pts）
| 候補者名 | 年齢 | 所属党派 | 新旧別 | 得票数   | 得票率 | 推薦・支持                                                                     |
| -------- | ---- | -------- | ------ | -------- | ------ | ------------------------------------------------------------------------------ |
| 邑上守正 | 48   | 無所属   | 新     | 22,013票 | 44.77% | （支持）民主党、共産党、社民党、東京・生活者ネットワーク、むさしのリニューアル |
| 落合恒   | 46   | 無所属   | 新     | 19,698票 | 40.06% | （推薦）自民党、公明党                                                         |
| 山本敦   | 48   | 無所属   | 新     | 7,461票  | 15.17% |                                                                                |

2009年（平成21年）10月の武蔵野市長選挙では、前回同様無所属（生活者ネット・民主・共産・社民・むさしのリニューアル支持）で出馬。自民党・公明党推薦の新人候補を破り、前回を上回る33,668票を獲得、再選を果たす。投票率は43.03%。
2013年（平成25年）10月の武蔵野市長選挙では、前武蔵野市議会議員の新人2候補を破り、前回より下回るも25,573票を獲得し3選。投票率は41.29%。
2017年（平成29年）10月の武蔵野市長選挙には出馬しなかった。

### 武蔵野市長として
- 市民参加を推進し、市民の声を市長自らが直接聞き、意見交換を行うための「市民と市長のタウンミーティング」を2006年1月より、年に数回のペースで実施している。
- 2008年10月、「武蔵野市まちづくり条例」を制定。これは、法政第一中学・高等学校移転跡地のマンション建設、及び三鷹駅北口ツインタワーの建設に際して制定されたものである。

## 著書
- 市民が主役!まちづくり市長の奮闘記 武蔵野を愛すればこそ 生活社、2009年7月25日発行